# Saint-Jean-de-Thurac
 Saint-Jean-de-Thurac  là một xã của tỉnh Lot-et-Garonne, thuộc vùng Nouvelle-Aquitaine, tây nam nước Pháp.